# Sitabola
Sitabola is een bestuurslaag in het regentschap Padang Lawas Utara van de provincie Noord-Sumatra, Indonesië. Sitabola telt 51 inwoners (volkstelling 2010).